# 傑洛 (歌手)
JERO（日语：ジェロ，本名：傑樂米·查爾斯·懷特Jerome Charles White, Jr.，1981年9月4日—），臺譯為傑洛，是美國賓州匹茲堡出身的日本演歌歌手。
多數媒體稱其為「日本第一位黑人演歌歌手」（史上初の黒人演歌歌手）。亦有「演歌界的黑船」（演歌界の黒船）的封號。

## 生平
1981年9月4日，JERO生於賓州匹茲堡，2003年自匹茲堡大學畢業，主修資訊學，其間曾於關西外國語大學留學，畢業同年移居日本，在和歌山外國語大學擔任教職，亦於大阪擔任電腦工程師的職務，後來參加NHK舉辦的素人歌唱比賽得獎，而且在坂本冬美主辦的卡拉OK比賽得到冠軍後，被說服而加入演藝界，由於外祖母為日本人，故自幼就聽過日本演歌，因而想朝演歌發展，經過兩年的訓練後，終於以發行翻唱日本演歌「海雪」一曲的姿態出道，且因日本早年至今都沒有亞非混血兒擔任演歌歌手的紀錄，使日本媒體圈給予JERO「日本第一位黑人演歌歌手」（史上初の黒人演歌歌手）的封號。

## 特色
- 由於本身為黑人身份，故被唱片公司塑造為嘻哈造型，與傳統演歌男歌手總是西裝筆挺或講究和服，傳統演歌女歌手整齊華麗的和服或奢華洋裝造型相比，與眾不同。

| 前任： ℃-ute | 日本唱片大獎最優秀新人獎 2008 | 繼任： BIGBANG |